# لشکر ۶۶ پیاده (کره جنوبی)
لشکر ۶۶ پیاده کره جنوبی (کره‌ای: 제۶۶보병사단) لشکر پیاده‌نظام نیروی زمینی جمهوری کره است، که در سال ۱۹۸۲ تأسیس شد.
لشکر ۶۶ پیاده یک تشکیلات نظامی متشکل از نیروهای ذخیره جمهوری کره و ارتش جمهوری کره است. این لشکر تابع فرماندهی نیروهای بسیج است و دفتر مرکزی آن در شهرستان گاپیونگ، استان گیونگی-دو قرار دارد و در ۱ مارس ۱۹۸۲ تأسیس شد. در زمان صلح، این لشکر مسئول آموزش جذب نیرو و فعال به عنوان یک واحد نظامی خط دوم هستند.